# Presas

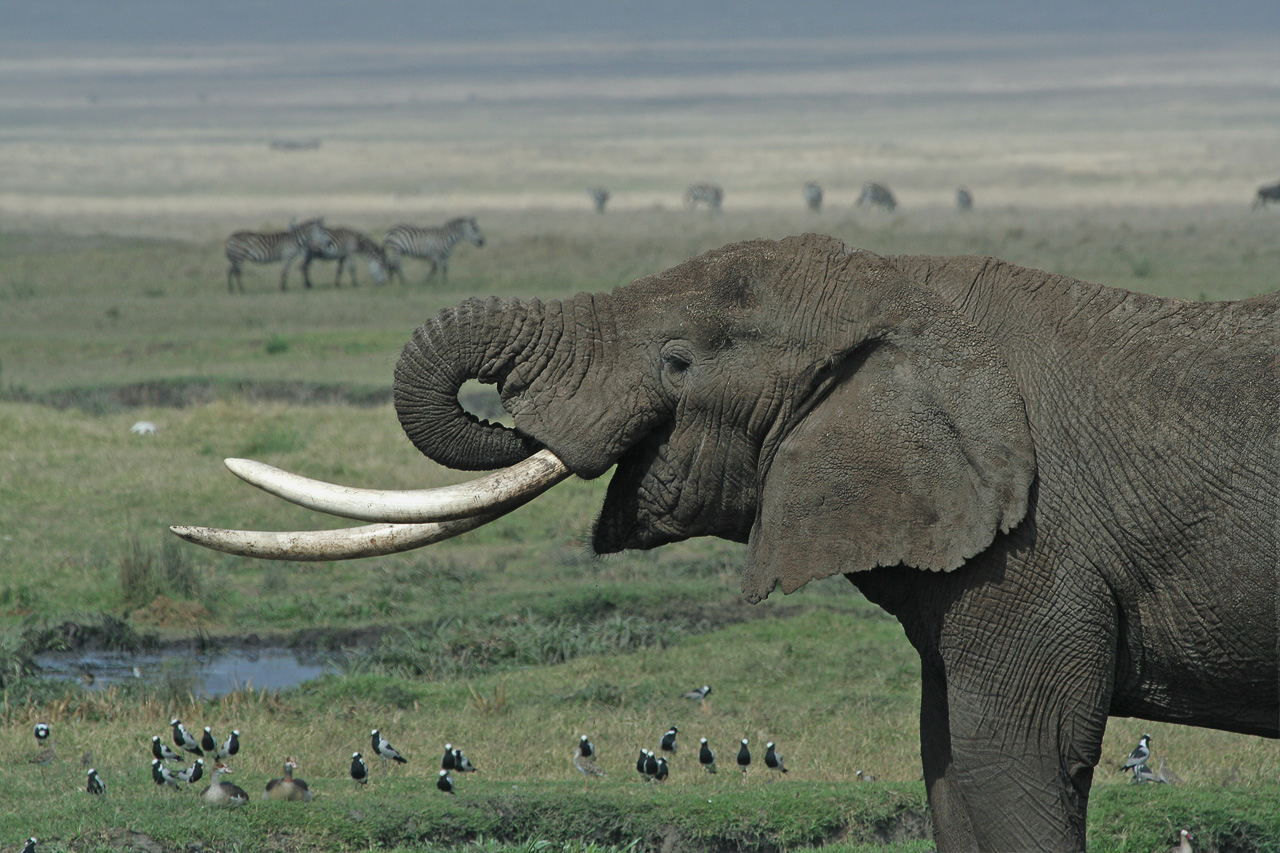
As presas de um elefante africano

Presas são dentes da frente alongados que crescem continuamente que se projetam bem além da boca de algumas espécies de mamíferos. Eles são mais comumente dentes caninos, como com porcos, hipopótamos e morsas, ou, no caso de elefantes, alongados incisivos. Na maioria das espécies com presas, tanto os machos quanto as fêmeas têm presas, embora dos machos sejam maiores. A maioria dos mamíferos com presas tem um par deles crescendo de cada lado da boca. As presas são geralmente curvas e têm uma superfície lisa e contínua. As presas únicas helicoidais da narval, que cresce a partir do centro da boca e está presente apenas no macho, é uma exceção às características típicas das presas descritas anteriormente. O crescimento contínuo das presas é possibilitado por tecidos formativos nas aberturas apicais das raízes dos dentes. Antes do excesso de caça e proliferação do comércio de marfim, presas de elefante pesando mais de 90 kg não eram incomuns, embora seja raro hoje ver qualquer uma com 45 kg ou mais.